# 費爾普斯縣 (內布拉斯加州)
費爾普斯县（英語：Phelps County）是美國內布拉斯加州南部的一個縣。面積1,400平方公里。根據美國2000年人口普查，共有人口9,747人。縣治霍爾德里奇（Holdrege）。
成立於1873年2月11日。縣名紀念在密蘇里河和密西西比河上的蒸汽船船長威廉·費爾普斯。